# Província de José María Linares

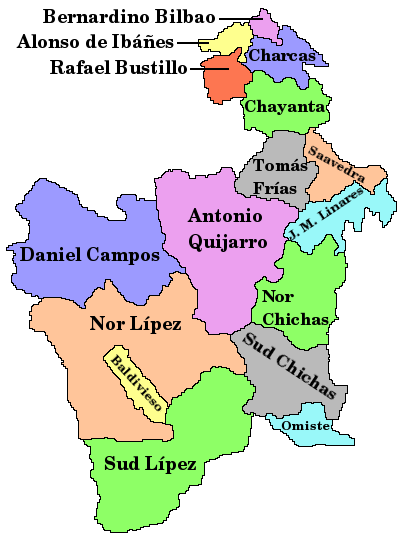
Les províncies del Departament de Potosí

La província de José María Linares és una de les 16 províncies del Departament de Potosí, a Bolívia. La seva capital és Puna.